# Železniční trať Zrenjanin – Bela Crkva

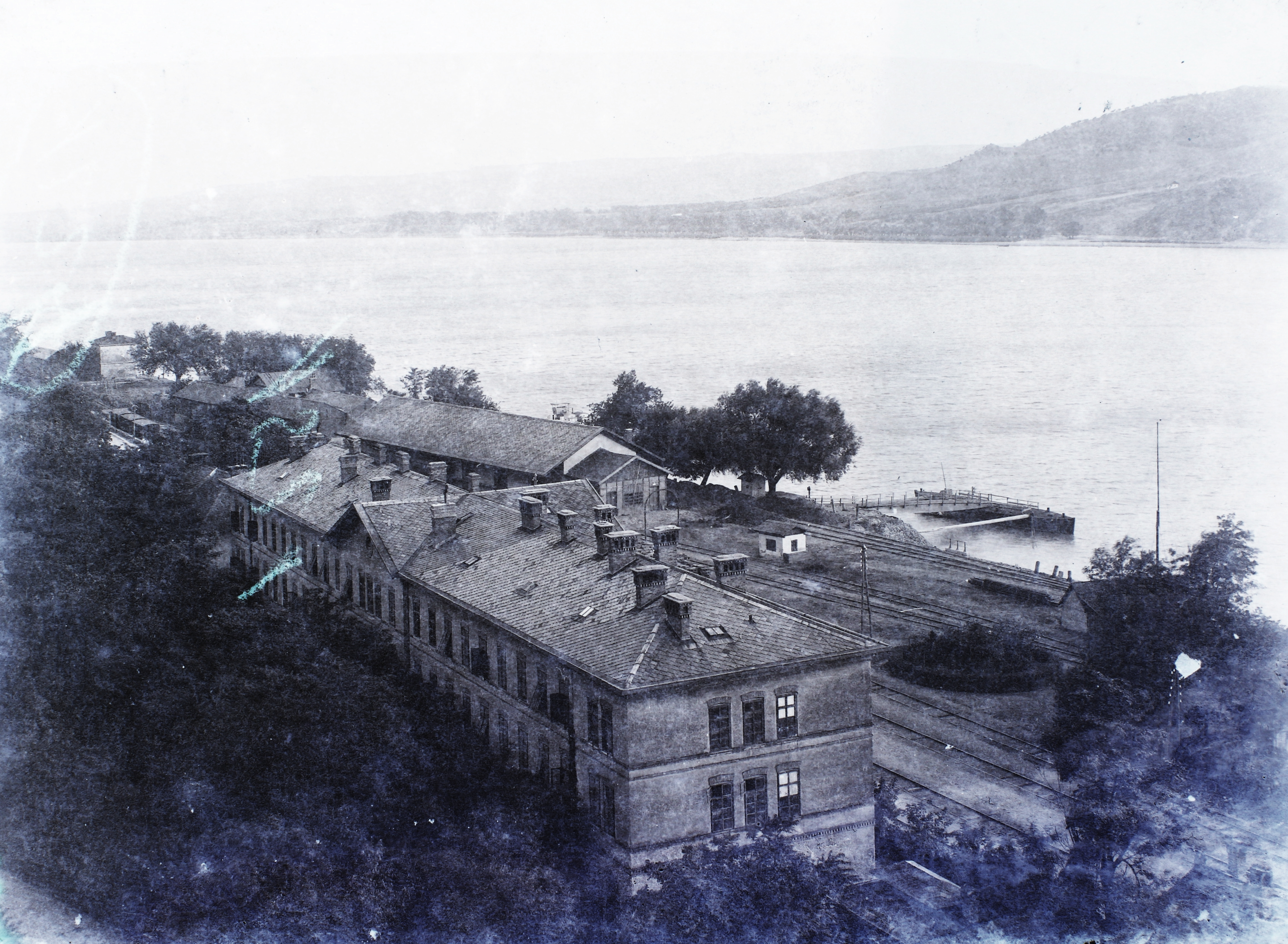
Přístav Baziaș v roce 1908

Železniční trať Zrenjanin–Bela Crkva (srbsky Железничка пруга Зрењанин–Бела Црква/Železnička pruga Zrenjanin–Bela Crkva) se nachází v srbské autonomní oblasti Vojvodina. Jednokolejná neelektrizovaná železniční trať, vedená v rovinatém terénu, je evidována pod číslem 43.

## Trasa
Trať začíná ve městě Zrenjanin odkud směřuje na východ přes obec Lazarevo do Sečanje. Zde se od ní odvíjela další lokální trať do vesnice Jaša Tomić a k rumunské hranici. Ze Sečanje trať pokračovala k řece Tamiš. Tu překonová po ocelovém mostu. Dále pokračuje jihovýchodním směrem přes obce Plandište do Vršace, kde se nachází hlavní železniční tah Bělehrad–Vršac. Nejvýchodnější část trati pokrašuje jižně z Vršace ke kanálu DTD a obci Straža, poté překonává řeku Kuraš a směřuje do města Bela Crkva. Tam trať končí; původně však vedla ještě jihozápadním směrem dle řeky Nera přes obce Vračev Gaj a Socol až na území Rumunska a k břehu Dunaje, kde se nacházel přístav u obce Baziaș. 

## Historie
Trať byla budována ještě v dobách existence Rakousko-Uherska. Její východní část je nejstarší na území současného Srbska, resp. Vojvodiny. Vznikla pro potřeby dopravy rudy z území současného Rumunska do města Bela Crkva a dále k Dunaji a k obci Baziaș (dnes v Rumunsku), kde bylo možné zboží nakládat na lodě. Stavební práce na úseku z obce Jasenovo přes Belou Crkvu až k Dunaji byly zahájeny v srpnu 1847. Události roku 1848 práce na nějakou dobu přerušily. Trať byla dána do užívání roku 1854. Ze severní strany byla napojena na město Temešvár.
Úsek trati mezi městy Vršac a Zrenjanin (západní část trati) byl dobudován roku 1891. Po první světové válce byl jižní úsek trati k Dunaji přerušen novou státní hranicí mezi Rumunskem a královstvím SHS (Jugoslávií). Provoz na trati byl přerušen a koleje sneseny. Dodnes trať připomíná opuštěné těleso trati a pilíře bývalého mostu přes řeku Nera. Násep trati slouží do jisté míry jako protipovodňový val.[zdroj?]
Vlivem nedostatku finančních prostředků po rozpadu Jugoslávie v roce 1991 došlo ke katastrofálnímu zhoršení technického stavu trati a byl na ní přerušen provoz. Nejprve se tak stalo na části trati, od roku 2016 byl přerušen provoz i do města Bela Crkva. V 90. letech 20. století byla nicméně ještě provedena rekonstrukce úseku Sečanj–Vršac (centrální část trati). Vyměněny byly dřevěné pražce za betonové a nově byly omítnuté poškozené staniční budovy. Nepodařilo se však zajistit prostředky pro obnovu celé trati, a to i přesto, že některá nádraží (např. v Jasenovu) jsou památkově chráněná.
Obnova celé trati je plánována. V roce 2008 byly náklady na obnovu alespoň východní části trati odhadovány na 50 milionů eur, v roce 2019 to mělo být 34 milionů eur s tím, že trať patří v celém Srbsku k prioritním co do obnovy.

## Stanice
- Zrenjanin
- Lazarevo
- Sutjeska
- Sečanj
- Boka
- Konak
- Stari Lec
- Velika Greda
- Plandište
- Margita
- Pavliš
- Vršac
- Straža
- Jasenovo
- Crvena Crkva
- Bela Crkva
- Vračev Gaj (zrušená)
- Socol (zrušená)
- Baziaș (zrušená)